# Revolta Batavilor
Revolta batavilor a avut loc în provincia romană Germania Inferior (sudul Olandei) și în Galia între anii 69 și 70 d.Hr. Lupte s-au dat între Imperiul Roman și batavi și alte triburi. Batavii erau un popor germanic din antichitate.
Sub conducerea prințului ereditar batav Gaius Julius Civilis, care era și auxiliar roman, batavii și aliații lor au reușit să distrugă complet două legiuni: Legiunea a V-a Alaudae și Legiunea a XV-a Primigenia. Alte două legiuni au fost reconstruite și li s-a schimbat numele: Legiunea a III-a Macedonica a devenit Legiunea a III-a Flavia Felix, iar Legiunea a XVI-a Gallica a devenit Legiunea a XVI-a Flavia Firma.
În cele din urmă o masivă forță militară romană condusă de Quintus Petillius Cerialis a zdrobit pe batavi și pe aliații lor.

## Listă de legiuni implicate
- Legiunea a V-a Alaudae
- Legiunea a XV-a Primigenia
- Legiunea I Germanica
- Legiunea a XVI-a Gallica
- Legiunea a VIII-a Augusta
- Legiunea a XI-a Claudia
- Legiunea a XIII-a Gemina
- Legiunea a XIV-a Gemina
- Legiunea a XXI-a Rapax
- Legiunea a II-a Adiutrix
- Legiunea I Adiutrix
- Legiunea a VI-a Victrix
- Legiunea a XVI-a Flavia Firma